# 凱納赫河
49°56′8.07″N 11°17′25.36″E / 49.9355750°N 11.2903778°E

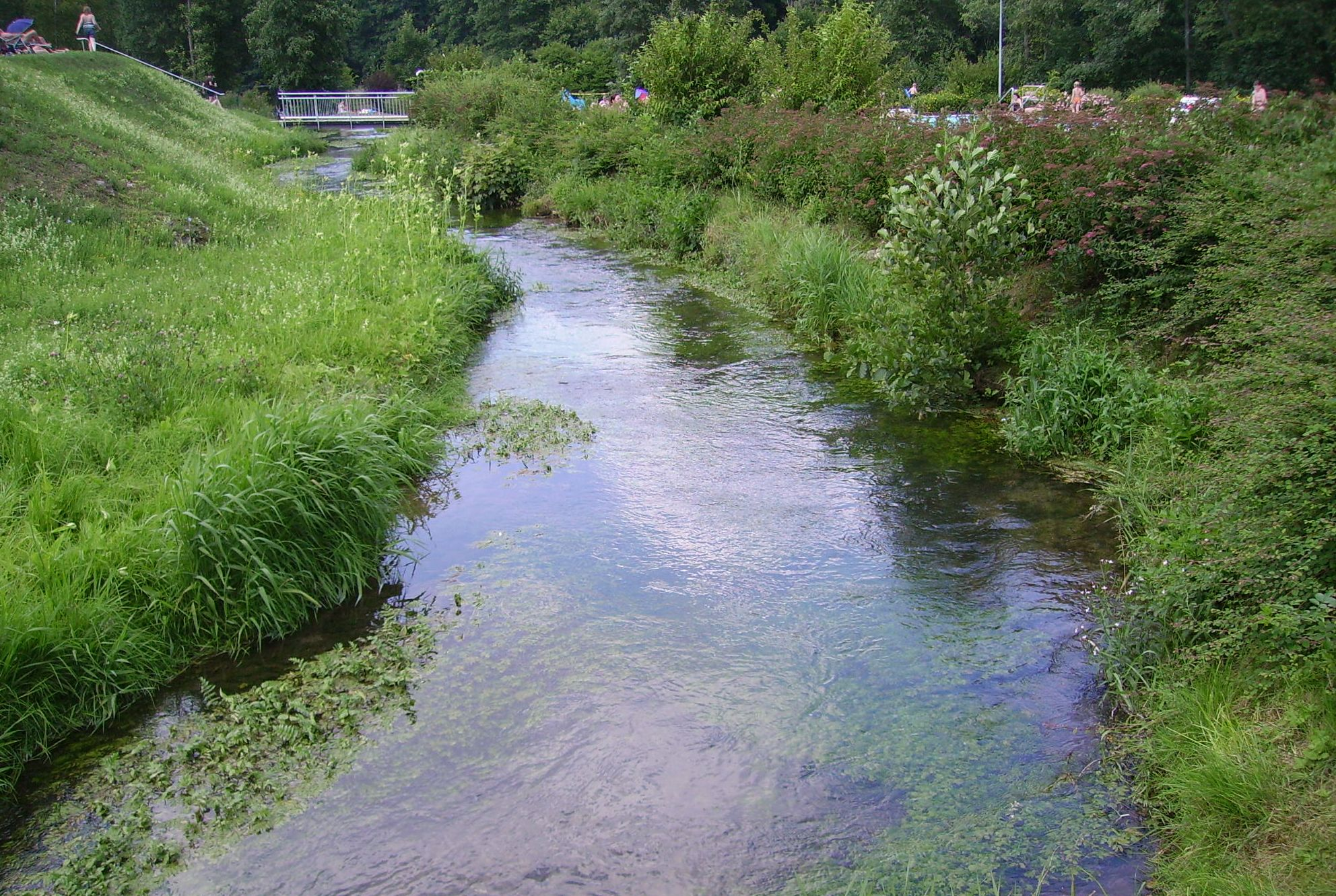

凱納赫河（德語：Kainach），是德國的河流，位於該國東南部，由巴伐利亞負責管轄，屬於維森特河的左支流，河道全長13公里，流域面積60.5平方公里，河口處在霍爾費爾德。